# Nokia 7310
Le Nokia 7310 Supernova est un téléphone de l'entreprise Nokia. Il est monobloc.

## Caractéristiques
- Système d'exploitation Symbian OS S40
- GSM/EDGE
- 106,5 × 45,4 × 11,95 pour 83 grammes
- Écran  QVGA de 2 pouces prenant en charge jusqu’à 16 millions de couleurs 320 × 240 pixels
- Batterie 860 mAh
- Appareil photo numérique : 2 mégapixel soit 1 600 × 1 200 px
- Vibreur
- DAS : 1,03 W/kg.